# Los Bunkers
Los Bunker ist eine Rockband aus Chile. Die Band wurde von Francisco und Mauricio Duran, Álvaro und Gonzalo Lópes sowie von Mauricio Basulato in Concepciòn gegründet. Derzeit ist die Band für unbestimmte Zeit aufgelöst. Die Band spielt hauptsächlich den Modern Rock. Die Band ist den 1960er Jahren gewidmet und die Vorbilder der Band sind The Beatles und Nueva canción. Die Buchstaben K und B richten sich nach den Vorbilder der Band „The Kenny“ und „The Beatles“.

## Geschichte

### Anfänge
Francisco Duran und Álvaro Lópes waren 1996 Teil der Gruppe Colegio Salesiano de Concepción. Das Colegio coverte Lieder von bekannten Bands der 1960er Jahre. Später wurde Gonzalo Lópes auch Teil dieser Gruppe. Die restlichen Mitglieder der Band, Mauricio Basulato und Francisco Duran, gingen in die Universität „School of journalism“. Dort waren sie Mitglieder einer Gruppe die Songs von den Beatles spielte.

### Reise nach Santiago und erste Alben
Nachdem die Band die ersten Songs gecovert hatte, erreichte sie lokalen Ruhm. Um ihren Bekanntheitsgrad zu erweitern, begann sie im Februar 2000 mit ersten Auftritten in Santiago de Chile. Manuel Lagos verließ, als bisher einziges Mitglied, die Band und wurde von Mauricio Basulato ersetzt. Dieser übernahm das Schlagzeug. Sein Debüt gab er am 5. April in Tomm Pub. [9] Die Band spielte in weiteren Konzerten und veröffentlichte die erste EP. Diese bestand aus sechs Songs unter dem Titel „Jamás“ (deutsch: „nie“). Im Juli 2000 veröffentlichte die Band ihr erstes komplettes Album, dessen Namen sich nach dem Namen der Band richtet, „Los Bunkers“, aus dem die Single „El Detenido“ (deutsch: „Der Gefangene“) kam und wurde im chilenischen Radio Rock & Pop abgespielt. Mit der wachsenden Popularität unterzeichnete sie 2001 einen Big-Sur-Label.

### Aufstieg
Im gleichen Jahr startete die Band eine Zusammenarbeit mit Alvaro Henríquez, coverte den Song "Gracias a la Vida" aus dem Album "Después de Vivir un Siglo". 2002 veröffentlichte die Band ihre erste Promo-Single, die sich mit tiefen, sozialen Fragen beschäftigte. Mit weiteren Singles, wie "Las cosas que cambié y dejé por ti", "Pobre Corazón" und "Canción de Lejos. Im Oktober 2002 wurde sie für den Premio APES in der "Gruppe des Jahres" nominiert. Es gab bereits auch die ersten Live-Auftritte. Im September 2003 trat sie mit der Pianistin der Band Los Jaivas, Claudio Parra auf. Sie wurden in der chilenischen Tageszeitung El Mercurio als "uno de los 100 líderes del año" (dt.: eines der 100 Idole der Jugend) ausgezeichnet.

### Höhepunkt
Im August 2004 gab es einen neuen Vorschlag für den in Lateinamerika ausgetragenen MTV Video Music Awards. Bunkers veröffentlichten am 8. September 2005 ihr viertes Album, Vida de perros. In diesem Album kamen die Songs „Ven Aqui“ und „Llueve Sobre La Ciudad“, zwei ihrer erfolgreichsten Songs. Das Album ist das meistverkaufte Album der Band und wurde mit der goldenen Schallplatte ausgezeichnet. Das Album wurde auch in Mexiko und der USA veröffentlicht und stellte einen neuen Rekord, die meistverkaufte Platte einer chilenischen Band, auf. In den nächsten zwei Monaten wurde die Band von mehreren Universitäten eingeladen und eröffnete am 12. April die Eröffnungsshow der Band Oasis. Außerdem wurde es geplant, die erste DVD der Band herauszugeben. Im Mai 2006 nahmen sie an dem Festival de Viña del Mar teil. Nach dem Rock Festival gab die Band ihr erstes Konzert in Mexiko. Während des restlichen Jahres gab sie Konzerte in Ländern Nordamerikas. Im Jahre 2007 begann die Band mit einer Tournee in Chile, um die DVD an den Markt zu bringen. Am 6. Januar trat sie bei dem La Gran Cumbre del Rock Chileno auf und traf dort auf andere Bands, wie Los Jaivas und Los Tres. Anfang Oktober berichtete die Band über eine Veröffentlichung des Albums Singles 2001-2006. Es gab die Möglichkeit eines Vertragsabschlusses in Form einer Kompilation mit der Plattenfirma Sony/BMG.

### Barrio Estación
Am 25. März veröffentlichten die Bunkers, gleichzeitig mit dem Radio Rock & Pop Radio, ein neues Album Barrio Station. Der Song „Debt“ war im Anschluss auch auf der Seite von MySpace erhältlich. Wegen Meinungsverschiedenheiten zwischen dem Vertrieb und lokalen Händlern wurde das Album ausschließlich im Supermarkt verkauft. Das Album wurde während des chilenischen Winters 2007/08, und während der Tournee in Mexikos im Juni 2008 veröffentlicht. Im Sommer 2009 gab die Band Auftritte in Chile, welche mit dem Song „The Summit“ begannen. Die Band gab Konzerte in den wichtigsten Städten Chiles und als Abschluss wurde ein kostenloses Konzert am „Plaza de Armas“ gegeben und wurden 15 Millionen Besucher gezählt. Nach dem Konzert trat die Band beim Vive Latino Ende Juni 2009 auf.

### Weiterer Verlauf
Am 1. April 2010 begann die Band, ihr sechstes Studio-Album aufzunehmen und tat dies zusammen mit dem chilenischen Sänger Manuel García. Das Album besteht aus elf Cover-Versionen des kubanischen Sängers Silvio Rodríguez. Am 24. November wurde, gleichzeitig im Chile und Mexiko, der Song „Quién fuera“ (deutsch: Wer war) veröffentlicht. Am 19. Januar wurde die Band zum Coachella Valley Music and Arts Festival 2011 eingeladen, welches am 17. April durchgeführt wurde. Die Band sollte am letzten Tag auftreten, mit Künstlern wie zum Beispiel Kanye West. Im August des gleichen Jahres machte sie eine Tournee durch die Vereinigten Staaten. Zwischen August und September gab die Band Konzerte in Theatern, in Chile und Mexiko, und am 8. September feierte sie ihr 10-Jahre-Jubiläum im Regional del Maule en Talca Theater. Eine Tournee durch Chile wurde zu Beginn des Jahres 2012 beim Internationalen Songfestival von Viña del Mar gegeben. Die vierte Nacht eröffnete die Band am 24. Februar 2012 beim Viña del Mar International Song Festival die vierte Nacht. Am 14. Mai 2013 wurde das siebte Studioalbum der Band, „La velocidad de la luz“ (deutsch: Die Lichtgeschwindigkeit), veröffentlicht. Am 26. Juli des gleichen Jahres begann die Band eine internationale Tour, diese wurde nach dem siebten Studioalbum benannt. Im Jahre 2014 wurde die Band für unbestimmte Zeit aufgelöst.

## Diskografie

### Alben
- Los Bunkers (2001)
- Canción de Lejos (2002)
- La culpa (2003)
- Vida de Perros (2005)
- Barrio Estación (2008)
- Música Libre (2010)
- La Velocidad De La Luz (2013)